# Hollandsk sportspony
En hollandsk sportspony er en pony med spinkle ben og hals. Den er velegnet til en øvet, men ikke for stor rytter, da ponyen er meget spinkel og lille, – dens maksimale mål er 149 cm med sko.
Den er velegnet som både spring- og dressurpony.